# 西井菫斎
西井 菫斎（にしい きんさい、慶応3年8月24日〈1867年9月21日〉 - 没年不明）とは、明治時代から大正時代にかけての円山派の日本画家。

## 来歴
月岡芳年及び森寛斎の門人。本名は西井祐造、桑杉居、破甑堂と号す。字は宗彜。江戸（東京市）にて生れる。『増補浮世絵師人名辞書』（昭和5年〈1930年〉刊）に「年寛　芳年門人、西井祐造、菫斎と号す。後森寛斎に学ぶ、慶応三年生」とあり「年寛」と名乗っていたことが知られる。明治19年（1886年）ごろ芳年が門人たち27名に宛てた書状（芳年門人一覧）には、「本所若宮町六番地　西井祐造殿」とある。明治26年、第二回絵画共進会に「上毛甘楽川水源の雪景」を出品する。明治28年、京都で開催された第四回内国勧業博覧会では「鎌足奉鞾図」を出品しており、『第四回内国勧業博覧会授賞人名録』によればその住所は「東京府北豊島郡日暮里元金杉村」であった。大正2年（1913年）刊行の『帝国絵画名鑑　現代之部』には「帝国絵画協会の会員にして、現に東京市本郷区東片町百十四番地に住す」とあり、また余技として木彫を能くしたという。

## 作品
- 「豊臣勲功記　加藤清正焼山ニ怪物退治之図」　大判錦絵3枚続　国立歴史民俗博物館所蔵　※明治22年、「年寛画」の落款あり。秋山武右衛門版